# Roman Dmitriyev
Roman Dmitriyev (República de Sajá, Unión Soviética, 7 de marzo de 1949-11 de marzo de 2010) fue un deportista soviético especialista en lucha libre olímpica donde llegó a ser campeón olímpico en Múnich 1972.

## Carrera deportiva
En los Juegos Olímpicos de 1972 celebrados en Múnich ganó la medalla de oro en lucha libre olímpica estilo peso de hasta 48 kg, por delante del búlgaro Ognyan Nikolov (plata) y del iraní Ebrahim Javadi (bronce). Cuatro años después, en las Olimpiadas de Montreal 1976 ganó la plata en la misma categoría.